# Проценко Дмитро Пилипович
Дмитро Пилипович Проценко (5 (17) червня 1899, Малий Бузуків — 17 березня 1980, Київ) — український радянський фізіолог рослин, доктор біологічних наук, професор (з 1936 року), заслужений діяч науки УРСР (з 1970 року), член-кореспондент Української академії сільськогосподарських наук,  почесний доктор Братиславського університету.

## Біографія
Народився 5 (17 червня) 1899 року в селі Малому Бузукові (тепер Смілянського району Черкаської області). Закінчив Смілянську гімназію. У 1925 році закінчив Київський університет; з вересня 1944 року — завідувач кафедрою фізіології рослин цього ж університету. Член ВКП(б) з 1947 року. У 1944–1961 роках — директор Ботанічного саду імені академіка О. В. Фоміна
Нагороджений орденом Леніна, медалями.

Могила Дмитра Проценка

Помер в Києві 17 березня 1980 року. Похований в Києві на Байковому кладовищі (ділянка № 9).

## Наукова діяльність
Основні наукові праці присвячені вивченню фізіологічних основ стійкості зернових культур та плодових рослин до несприятливих факторів навколишнього середовища (головним чином до морозів та посухи). Значну увагу приділяв дослідженню анатомічних показників різних за стійкістю сортів сільськогосподарських рослин. Автор наукових праць, підручників та навчальних посібників з фізіології і анатомії рослин.